# Heimo Lepistö
Heimo Arvo Nikolai Lepistö, född 10 januari 1908 i Viborg, Karelen, död 12 september 1975 i Helsingfors, var en finländsk skådespelare.
Han tilldelades Pro Finlandia-medaljen 1958.

## Filmografi (i urval)
- 1951 – Kvinnan bakom allt
- 1954 – Ödemarkens barn
- 1954 – Jag ringer dej i kväll
- 1954 – Hilmadagen
- 1955 – Säkkijärven polkka
- 1955 – Jooseppi från Ryysyranta
- 1955 – Fröken vaktmästare
- 1955 – Förlovningen
- 1958 – Flickan från den vita skogen
- 1962 – Stridspatrullen

### Webbkällor
- Heimo Lepistö på Svensk Filmdatabas
- Heimo Lepistö på Internet Movie Database (engelska)